# Marcelo H. del Pilar
Marcelo H. del Pilar, pe numele său complet Marcelo Hilario del Pilar y Gatmaitan (30 august, 1850, Cupang, San Nicolas, Bulacan, Filipine – 4 iulie, 1896, Barcelona, Spania) a fost un scriitor, poet și naționalist filipinez, cunoscut și după pseudonimele adoptate ca scriitor: Plaridel, Puhdoh, Piping Dilat și Dolores Manapat.
Militant pentru cauza patriotică, a pregătit revoluția anticolonialistă dintre 1896 - 1898.
A absolvit în 1880 Dreptul la Universitatea din Santo Tomas. 
Prin scrierile sale, a devenit unul din cei mai mari propagandiști în favoarea eliberării Filipinelor de sub regimul colonial spaniol. În 1882 a devenit editor la ziarul Diariong Tagalog, care critica cu tărie modul în care spaniolii guvernau Filipinele și în care tratau poporul filipinez. Sub pseudonimul Plaridel a scris satire împotriva călugărilor spanioli, și anume "Dasalan at Tuksuhan" și "Kaiingat Kayo."
Spre a scăpa de persecuțiile la care era supus din partea clerului pe care îl criticase, în 1888 Del Pilar a plecat în Spania, lăsând în urmă familia.
În Spania, a luat locul lui Graciano Lopez Jaena ca editor la ziarul La Solidaridad, ziar prin care a continuat să pledeze pentru reforme în Filipine. 
A murit răpus de tuberculoză la Barcelona, în Spania, departe de patrie.